# Бангка Белитунг
Бангка Белитунг острва или кратко Бангка Белитунг (инд. Provinsi Kepulauan Bangka Belitung), једна је од 34 провинције Индонезије. Провинција се састоји од два главна острва, Бангка и Белитунг, те низ мањих острва која леже источно од Суматре. Покрива укупну копнену површину од 16.424 км² 
Провинција има 1.223.296 становника (2010).
Центар провинције је Панкалпинанг.

## Демографија
Становништво чине: Малајци (72%), Кинези (12%), Јаванци (6%) и други. Најзаступљеније религије су ислам (82%), те будизам (5%), конфучијанство (3%), протестантизам (2%), католицизам (1%) и друго.
| 2000.   |
| ------- |
| 900.197 |

## Галерија
- Аеродром у Панкалпинангу